# Jean-Marc Doussain
Pour les articles homonymes, voir Doussain.

a Compétitions nationales et continentales officielles uniquement.

b Matchs officiels uniquement.
Dernière mise à jour le 11 novembre 2019.
Jean-Marc Doussain, né le 12 février 1991 à Toulouse, est un joueur international français de rugby à XV qui évolue aux postes de demi de mêlée et de demi d'ouverture au Lyon olympique universitaire après douze années au Stade toulousain où il a été formé.
En 2011, il réalise de très bonnes performances avec son club et gagne une place de titulaire lors des phases finales. Il est appelé pour la première fois en équipe de France par Marc Lièvremont durant la coupe du monde 2011 à la suite d'une blessure de David Skrela. Il dispute alors son premier match international lors de la finale de la coupe du monde 2011, à l'Eden Park d'Auckland face à la Nouvelle-Zélande.
Il est champion de France à deux reprises en 2011 et 2012 avec le Stade toulousain. En 2022, il remporte le Challenge européen avec le Lyon OU.
En référence à son jeu de contact et de pénétration, comme son prédécesseur au Stade toulousain Byron Kelleher, il est surnommé « Bébé Byron ».

## Biographie

### Jeunesse et période espoir

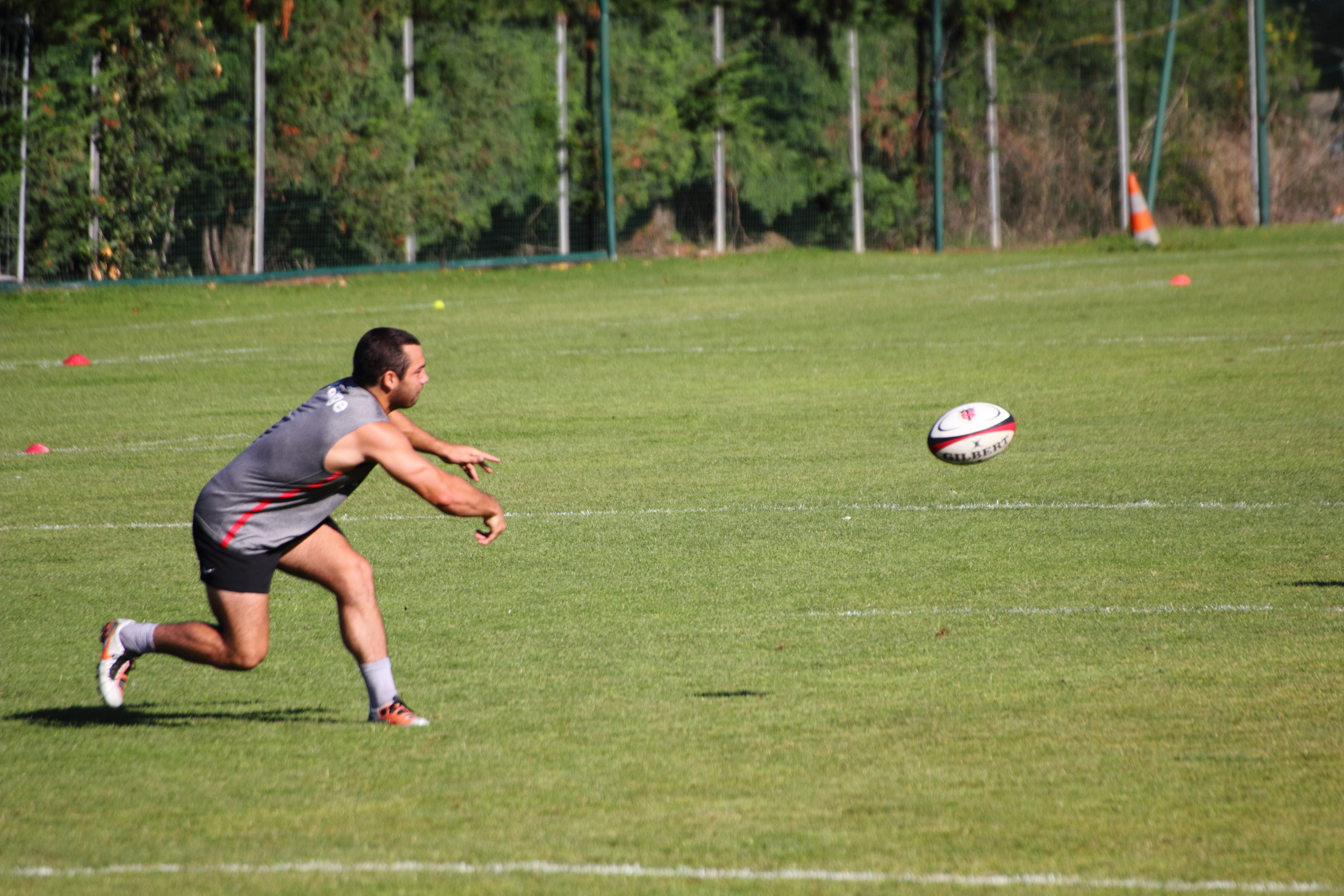
Jean-Marc Doussain à l'entrainement avec le Stade toulousain en 2011.

Originaire de Sainte-Croix-Volvestre, Doussain découvre le rugby à XV au sein du club Sainte-Croix-Volvestre en 1997, puis passe par le club de Saint-Girons avant d'arriver au Stade toulousain à l'âge de 16 ans en 2007. Ancien membre de l'équipe d'Ariège, puis sélectionné avec la sélection Midi-Pyrénées, il est repéré par le biais des journées de détections organisées par le Stade toulousain. Ancien pensionnaire du pôle espoirs de Marcoussis en 2008-2009, il est directement intégré en équipe espoir sans passer par la catégorie Reichel.

### Carrière en club

#### Débuts professionnels
En 2009, il participe au stage de pré-saison avec l'équipe première du Stade et prend part aux matchs amicaux. Il est d'ailleurs pressenti pour jouer au poste de demi d'ouverture en début de saison à cause des blessures conjuguées de Jean-Baptiste Élissalde et David Skrela, titulaires habituels à la charnière, mais il se fracture le nez lors du dernier match amical de pré-saison contre le Biarritz olympique et ne dispute pas le match d'ouverture du championnat contre Montauban. Au cours de la saison, Guy Novès l'inscrit sur les feuilles de matchs lors des doublons d'automne sans nécessairement le faire entrer en cours de partie. Il fait deux brèves apparitions en Top 14 au cours de la saison, la première le 28 novembre 2009 en tant que remplaçant lors de la victoire à domicile contre le MTGXV, la seconde le 20 février 2010 toujours en tant que remplaçant lors de la défaite à domicile contre le RC Toulon, alors que les internationaux sont retenus avec le XV de France pour disputer le Tournoi des Six Nations. Côté sélection nationale, après avoir obtenu des sélections en équipe de France des moins de 17 ans, des moins de 18 ans et des moins de 19 ans, en 2010, Jean-Marc Doussain intègre l'équipe des moins de 20 ans avec qui il dispute le Tournoi des Six Nations.

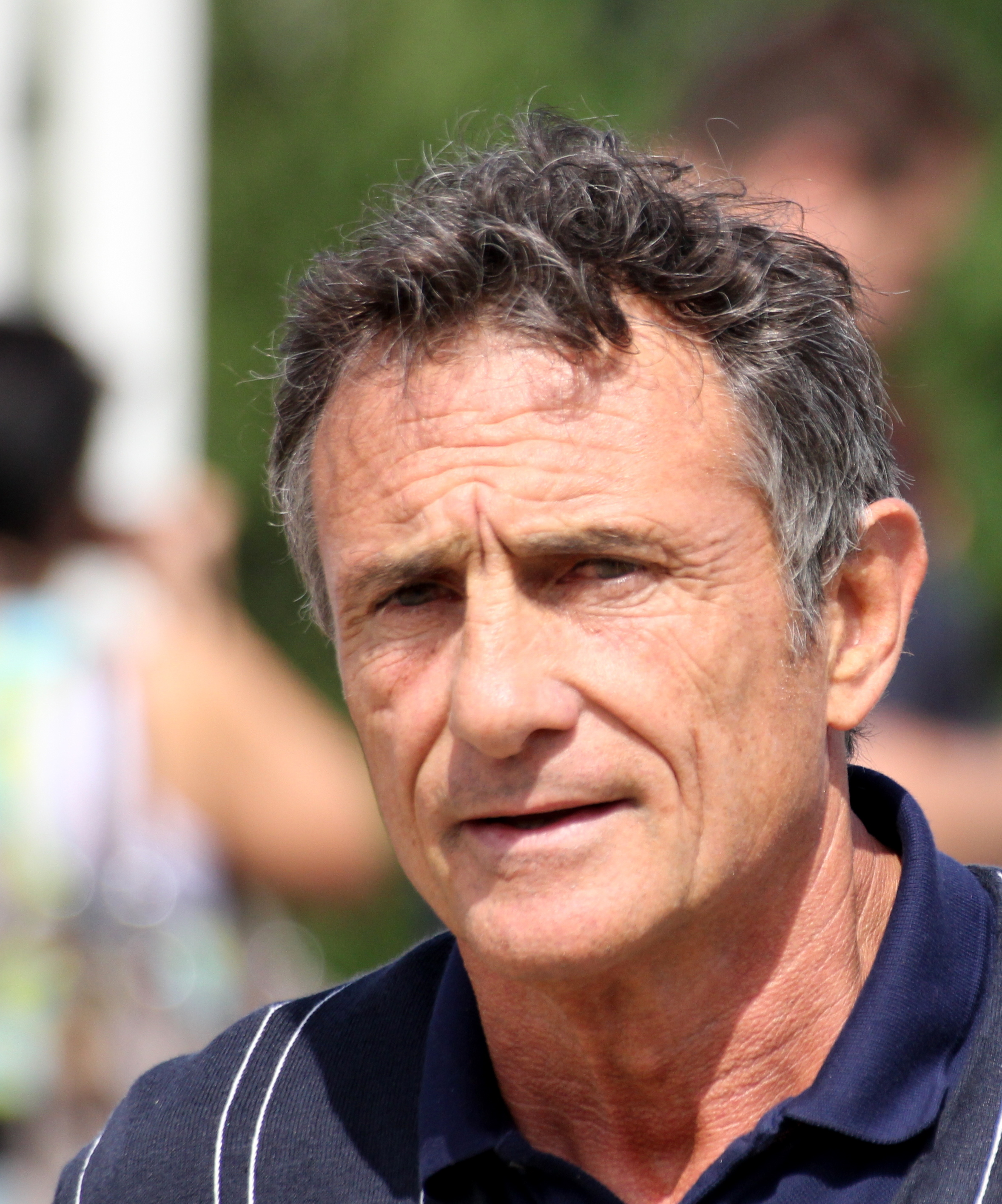
Guy Novès, ici en 2011, est l'entraîneur de Jean-Marc Doussain de 2009 à 2015.

En mai 2010, il signe son premier contrat professionnel avec le club toulousain, contrat qui démarre en 2012 à la fin de son contrat espoir. Il connaît sa première titularisation (au poste de demi d'ouverture) le 21 août 2010 contre le Castres olympique et inscrit son premier essai sous les couleurs du Stade toulousain le 19 février 2011 face au Biarritz olympique, alors qu'il est remplaçant ce jour-là en raison de l'absence des internationaux retenus pour le Tournoi des Six Nations. Il connaît sa première titularisation en Coupe d'Europe (cette fois-ci au poste de demi de mêlée) le 23 janvier 2011 face aux London Wasps et inscrit son premier essai le 18 décembre 2011 dans la défaite à domicile contre les Harlequins, match dans lequel il est également titulaire au poste de numéro 9.

#### Intégration durable en équipe première

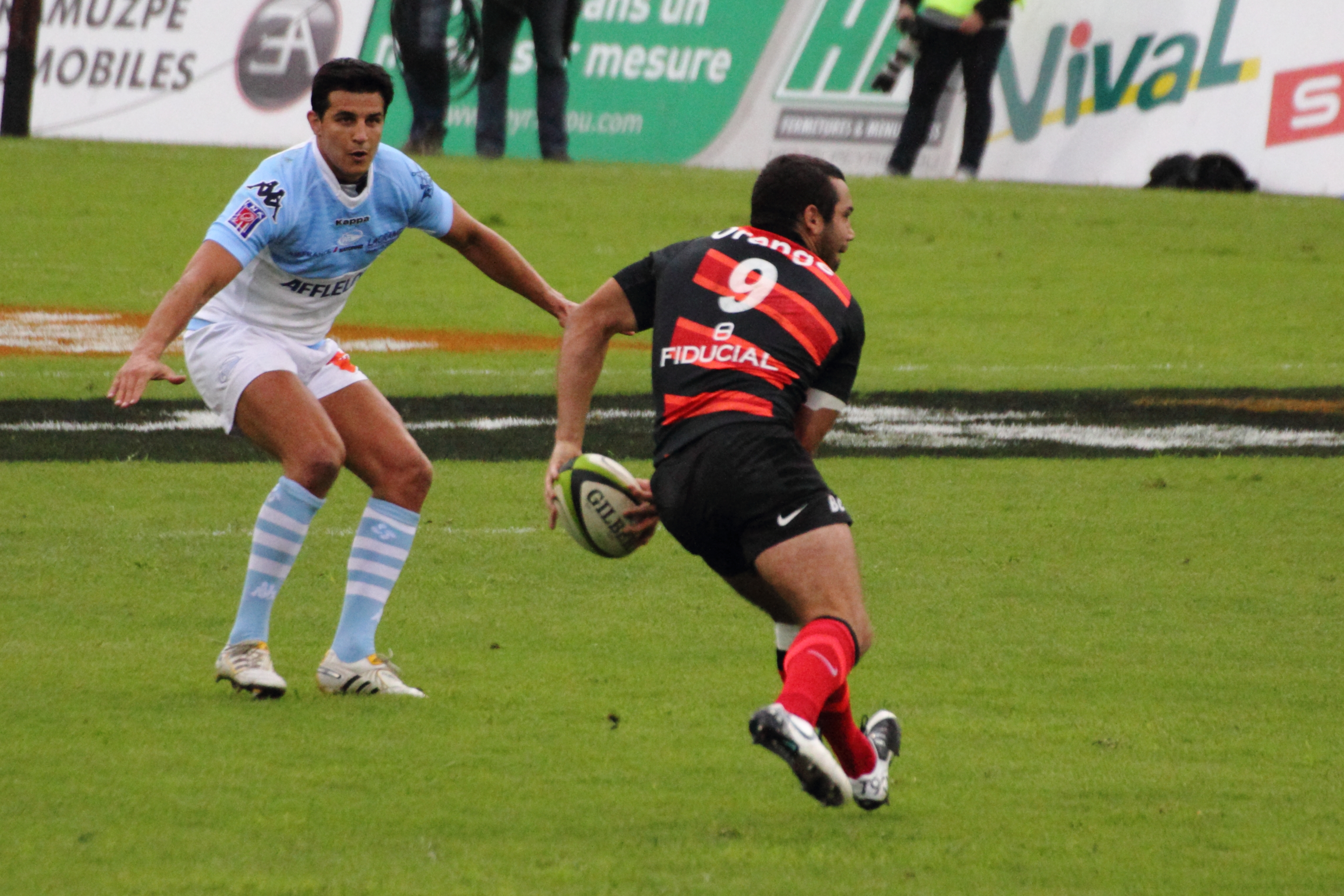
Jean-Marc Doussain face à Benjamin Boyet lors du match Bayonne-Toulouse comptant pour la première journée du Top 14 2011-2012.

Pour la suite de la saison 2010-2011, Doussain se retrouve titulaire à la mêlée en raison des blessures répétées de Nicolás Vergallo et de Frédéric Michalak. Après la victoire du club toulousain en demi-finale contre Clermont sur le score de 29 à 6, il dispute, le 4 juin 2011, la finale du Top 14 gagnée contre le Montpellier rugby sur le score de 15 à 10 et remporte son premier titre avec le club toulousain.
Sa belle saison 2011-2012 est récompensée par l'obtention du trophée de la meilleure révélation lors de la huitième édition de la Nuit du rugby.
Avec l'arrivée de Luke Burgess après la Coupe du monde 2011, Jean-Marc Doussain est souvent relégué au cours de la saison sur le banc des remplaçants mais connaît néanmoins douze titularisations au poste de demi de mêlée et trois titularisations au poste de demi d'ouverture. Il porte notamment le numéro 9 lors de la demi-finale et de la finale du Top 14, pour un second titre national à seulement 21 ans. N'étant pas titulaire indiscutable en club, il n'est pas retenu en équipe de France pour le Tournoi des Six Nations 2012 ni pour la tournée d'été 2012.
En novembre 2012, il est sélectionné dans l'équipe des Barbarians français pour affronter le Japon au Stade Océane du Havre. Les Baa-Baas l'emportent 65 à 41.

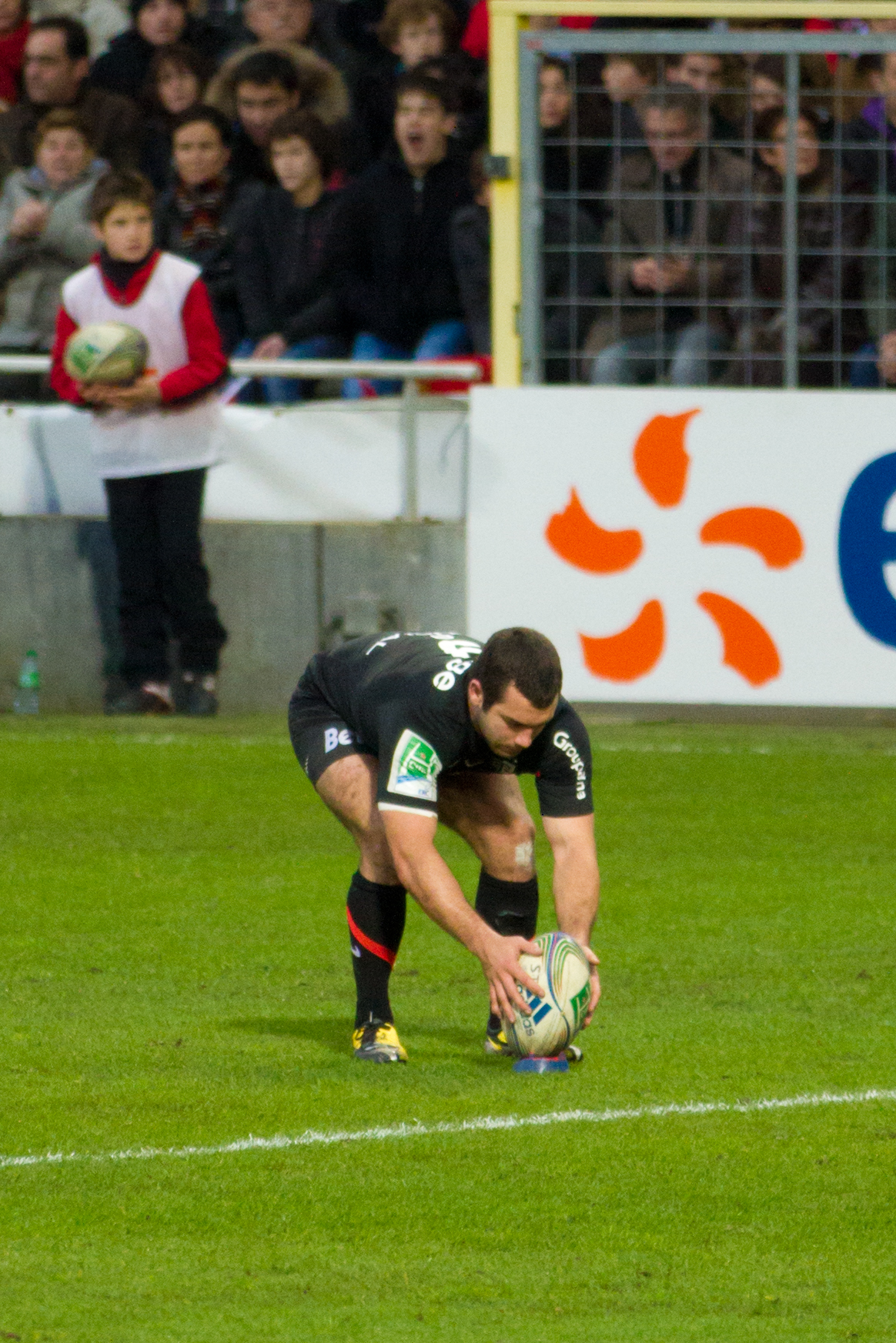
Jean-Marc Doussain se prépare à buter lors d'un match de coupe d'Europe

Lors de la saison 2012-2013, Doussain alterne avec Burgess sur le poste de demi de mêlée, chacun étant titularisé 17 fois à ce poste au cours de la saison. En octobre et décembre 2012, il est également titularisé trois fois au poste de demi d'ouverture (dont une fois en coupe d'Europe) pour pallier les absences pour blessures de Lionel Beauxis et Luke McAlister. Il est d'ailleurs titulaire lors des phases finales de Top 14.
Au cours de la saison 2013-2014, il joue au total 27 matchs sur 28 possibles avec son club, malgré l'arrivée de Jano Vermaak à Toulouse, preuve de l'importance de son nouveau statut au sein du club rouge et noir.

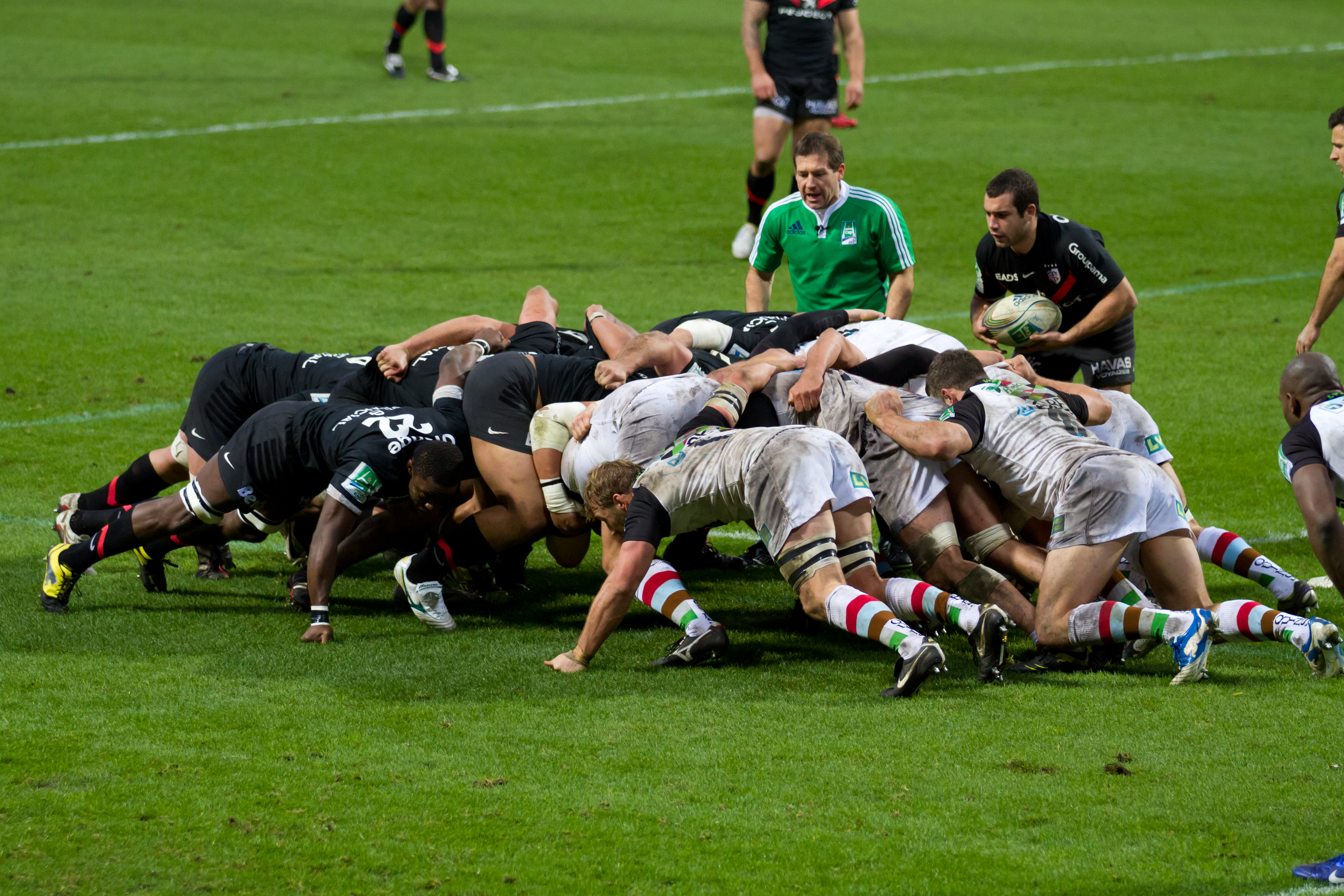
Jean-Marc Doussain prêt à introduire en mêlée lors d'un match Stade toulousain - Harlequins.

La saison 2014-2015 voit l'explosion au plus haut niveau d'un concurrent de Jean-Marc Doussain au poste de numéro 9 : Sébastien Bézy, qui réalise en effet d'excellentes performances.  Ce qui ne les empêche pas d'être alignés ensemble avec Doussain en numéro 10, comme lors d'un match de coupe d'Europe contre les Glasgow Warriors le 7 décembre 2014 (19-11) où les deux joueurs réalisent tous deux un très bonne performance. De plus, le Stade toulousain ne possède que deux véritables ouvreurs, Luke McAlister et Toby Flood, fraîchement débarqué des Leicester Tigers. Cela signifie que Jean-marc Doussain est troisième dans la hiérarchie des numéros 10 à Toulouse. À la suite du départ de Jano Vermaak aux Stormers la saison suivante, le Stade toulousain cherche à recruter un nouveau demi de mêlée, et choisit David Mélé. Jean-Marc Doussain semble en avance sur son nouveau concurrent car il dispute les premiers matchs de la saison 2015-2016. Mais la situation change et il fait office de deuxième demi de mêlée derrière Sébastien Bézy ; cela ne lui convient pas et il envisage un potentiel départ de la ville rose à la fin de la saison. Mais Ugo Mola décide alors d'utiliser Jean-Marc Doussain au poste d'ouvreur lors de matchs contre l'Ulster, le Rugby club toulonnais et le Stade français. Ses performances étant convaincantes, il est rappelé en équipe de France par Guy Novès, pour la première fois au poste de demi d'ouverture, et il prolonge de deux saisons avec le Stade toulousain.

#### Départ au LOU Rugby en 2018
Peu utilisé en début de saison 2017-2018, le staff d'Ugo Mola lui préfère Zack Holmes à l'ouverture. En novembre 2017, il signe un contrat de trois ans avec le LOU Rugby pour rejoindre le club en 2018.
En ouverture du Top 14 2023-2024, Doussain participe à la rencontre opposant le LOU au RC Toulon. Lors de celle-ci, à la suite d'un plaquage d'Alun Wyn Jones, Doussain subit une luxation du genou droit, ce qui met un terme à sa saison.

### En équipe de France

#### En junior
Jean-Marc Doussain a fréquenté les équipes de France junior des moins de 18, 19 et 20 ans. Il joue avec l'équipe de France des moins de 20 ans pendant deux saisons, 2009-2010 puis 2010-2011, et dispute deux fois le tournoi des Six Nations et deux fois le championnat du monde. Pour le championnat du monde 2011, Jean-Marc Doussain est nommé capitaine par Philippe Sella.

#### Première sélection, finale de la coupe du monde
Il est sur la liste cachée de Marc Lièvremont, l’entraîneur du XV de France à seulement 20 ans, pour pallier les éventuelles défections des joueurs sélectionnés pour disputer la Coupe du monde 2011. Après avoir disputé les quatre premiers matchs du championnat, il est finalement appelé par Lièvremont le 14 septembre 2011 pour remplacer à l'ouverture David Skrela blessé à l'épaule droite lors du match contre le Japon. Il entre en remplacement de Dimitri Yachvili à 5 minutes de la fin du match pour sa première sélection en finale de la Coupe du monde 2011 contre les All Blacks et devient ainsi le premier joueur à connaître une première sélection internationale en finale de Coupe du monde.

#### Sous l'ère Philippe Saint-André (2012-2015)
Il figure sur la liste cachée de Philippe Saint-André pour la tournée d'été 2013 en Nouvelle-Zélande et est finalement appelé à la suite du forfait de Morgan Parra. Remplaçant de Maxime Machenaud lors du premier test, il entre dès la 42e minute à la suite de la blessure de ce dernier. Titulaire lors du match de semaine contre les Auckland Blues, il réalise une partie pleine - prenant notamment en charge les tirs au but — avant d'être remplacé en toute fin de match par Frédéric Michalak. Absent de la feuille de match lors du deuxième test, il est titulaire lors du troisième et dernier test au cours duquel il inscrit deux pénalités avant d'être remplacé à la 58e minute par Maxime Machenaud. Appelé dans le groupe France pour les tests de novembre 2013, Doussain est remplaçant dans le premier test face aux All Blacks. Il présente à ce moment-là la particularité de n'avoir affronté au cours de sa carrière internationale que la Nouvelle-Zélande pour ses quatre sélections.
Il est ensuite titulaire lors du début du tournoi des six nations 2014, associé à la charnière du XV de France avec Jules Plisson. Malgré deux premiers matchs réussi (victoire contre l'Angleterre et l'Italie), il n'est plus titulaire lors des deux derniers matchs du tournoi. En effet, lors de la lourde défaite à Cardiff contre le Pays de Galles (6-27), Jean-Marc Doussain est sorti à la mi-temps par son sélectionneur. Cette sortie prématurée fait réagir le manager du Stade toulousain, Guy Novès, qui prend la défense de son demi de mêlée, et critique les choix de Philippe Saint-André sur cette décision. Il finit le tournoi sur le banc.  Cependant, il entre en jeu contre l'Écosse le 8 mars 2014 et offre la victoire à son équipe grâce à une pénalité à la 79e minute de jeu. L'histoire aurait pu se répéter lors du match suivant, le dernier de la compétition, alors qu'il remplace Maxime Machenaud à la 67° minute, et qu'il rate, en suivant, la pénalité de la gagne contre l'Irlande. La France perd et termine finalement 4° alors qu'elle pouvait prétendre au podium ou à la victoire finale. Cette pénalité manquée, évoquée dans le livre du sélectionneur d'alors, a pu freiner l'évolution de sa carrière internationale .
Il n'est, en effet, ensuite plus rappelé par Philippe Saint-André en équipe de France. Il compte alors dix sélections avec les bleus, pour un total de trois transformations et neuf pénalités, c'est-à-dire 33 points inscrits.

#### Avec Guy Novès (depuis 2016)
Jean-Marc Doussain est appelé par son ancien manager du Stade toulousain pour participer au stage de préparation du Tournoi des Six Nations 2016. Mais pour la première fois, Doussain est appelé en équipe de France en tant que demi d'ouverture. Il participe aux deux premiers matchs (deux victoires contre l'Italie puis l'Irlande) en rentrant à la place de Jules Plisson,. À la suite du retour de blessure de François Trinh-Duc, Jean-Marc Doussain ne dispute pas la fin du tournoi, bien qu'il soit présent dans le groupe appelé pour la préparation du match contre le pays de Galles.
Quelques mois plus tard, Jean-Marc Doussain fait partie de la liste « Élite » du XV de France en tant que demi d'ouverture,. Il prend part à la tournée de novembre avec le XV de France et est pour la première fois titularisé au poste d'ouvreur avec l'équipe de France contre l'Australie, profitant des contres performances de Jules Plisson et de la blessure de François Trinh-Duc, les autres demi d'ouverture de la liste Élite.
Remplaçant de Camille Lopez à l'ouverture du Tournoi des Six Nations 2017, il rate sa rentrée en jeu lors du premier match contre l'Angleterre. Il n'aura plus l'occasion de porter le maillot tricolore de toute la compétition, écarté dès le troisième match contre l'Irlande.
En juin 2018, il n'est pas sélectionné en équipe de France mais est appelé pour jouer avec les Barbarians français qui affrontent les Crusaders puis les Highlanders en Nouvelle-Zélande. Il est titularisé lors des deux rencontres, et capitaine lors de la seconde, mais les Baa-baas s'inclinent 42 à 26 à Christchurch puis 29 à 10 à Invercargill.

## Style de jeu et reconnaissance
Jean-Marc Doussain est un joueur relativement petit (1,74 m) mais très fort physiquement (90 kg), il est donc particulièrement performant en défense où il réalise de nombreux et bons plaquages. Guy Novès explique son choix d'appeler Jean-Marc Doussain pour le stage de préparation au Tournoi des Six Nations 2016 en définissant le joueur : « L’assurance tout risque avec Jean-Marc, c’est que c’est un garçon très respectueux, adorable, merveilleux dans la vie du groupe. Sur le terrain, il est irréprochable dans son investissement. Dans le secteur défensif, c’est un roc. Ceux qui veulent venir jouer sur lui, souvent s’y brisent. »

À propos de sa polyvalence, Jean-Marc Doussain déclare en janvier 2016

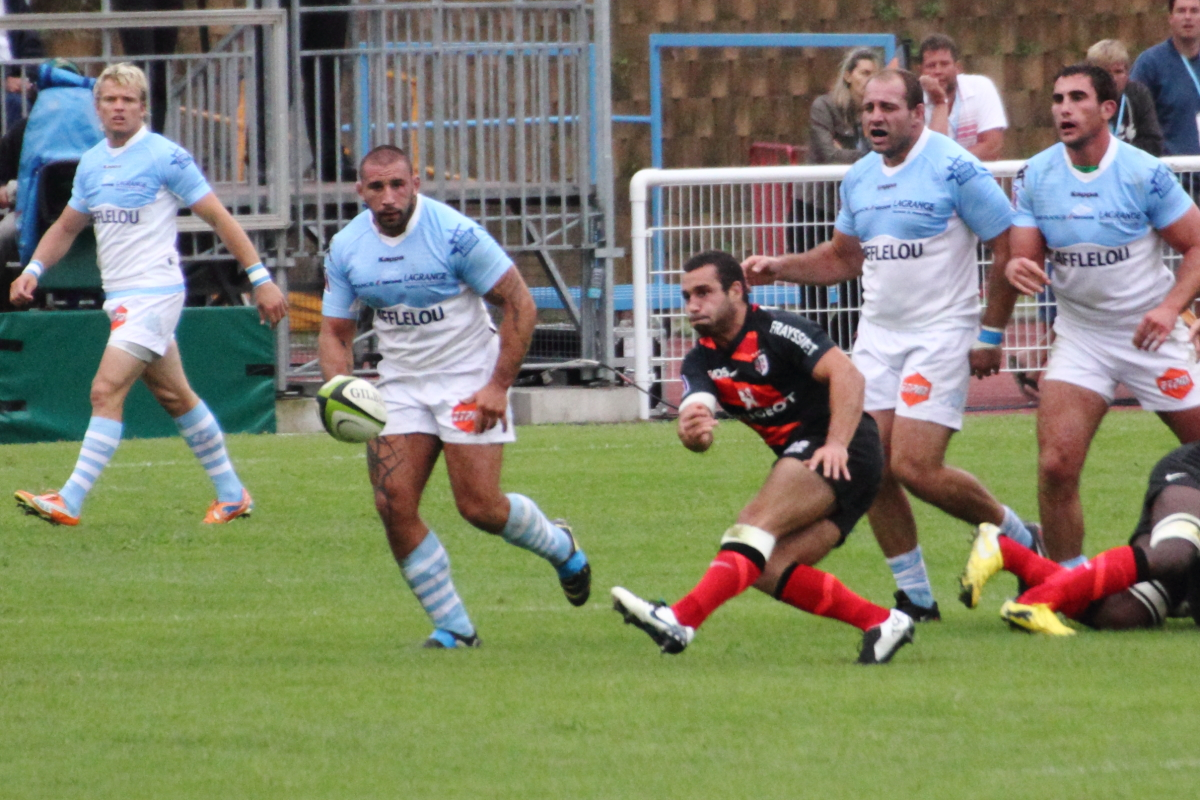
Jean-Marc Doussain contre l'Aviron bayonnais en 2012.

« Petit à petit, je vais essayer de me fixer à un poste. Si c’est en 10, ça sera en 10, et si c’est en 9, ça sera en 9. Je ne me pose pas trente-six mille questions, j’essaie de m’entraîner aux deux postes. ».

## Statistiques

### En club
Depuis 2010, Jean-Marc Doussain joue avec le Stade toulousain. Au 12 avril 2017, Il dispute un total de 195 matchs pour 376 points, dont 40 matchs et 92 points en coupe d'Europe et 155 matchs et 284 points en Top 14. Il a inscrit 10 essais avec le Stade toulousain.

### En équipe nationale
Jean-Marc Doussain joue deux saisons avec l'équipe de France des moins de 20 ans, en 2010 et 2011. Pendant cette période, il joue un total de 17 matchs et inscrit 91 points sur 4 compétitions différentes.
Au 11 février 2017, Jean-Marc Doussain compte 14 sélections dont 6 en tant que titulaire, depuis sa première sélection le 23 octobre 2011 face à la Nouvelle-Zélande,.

## Palmarès

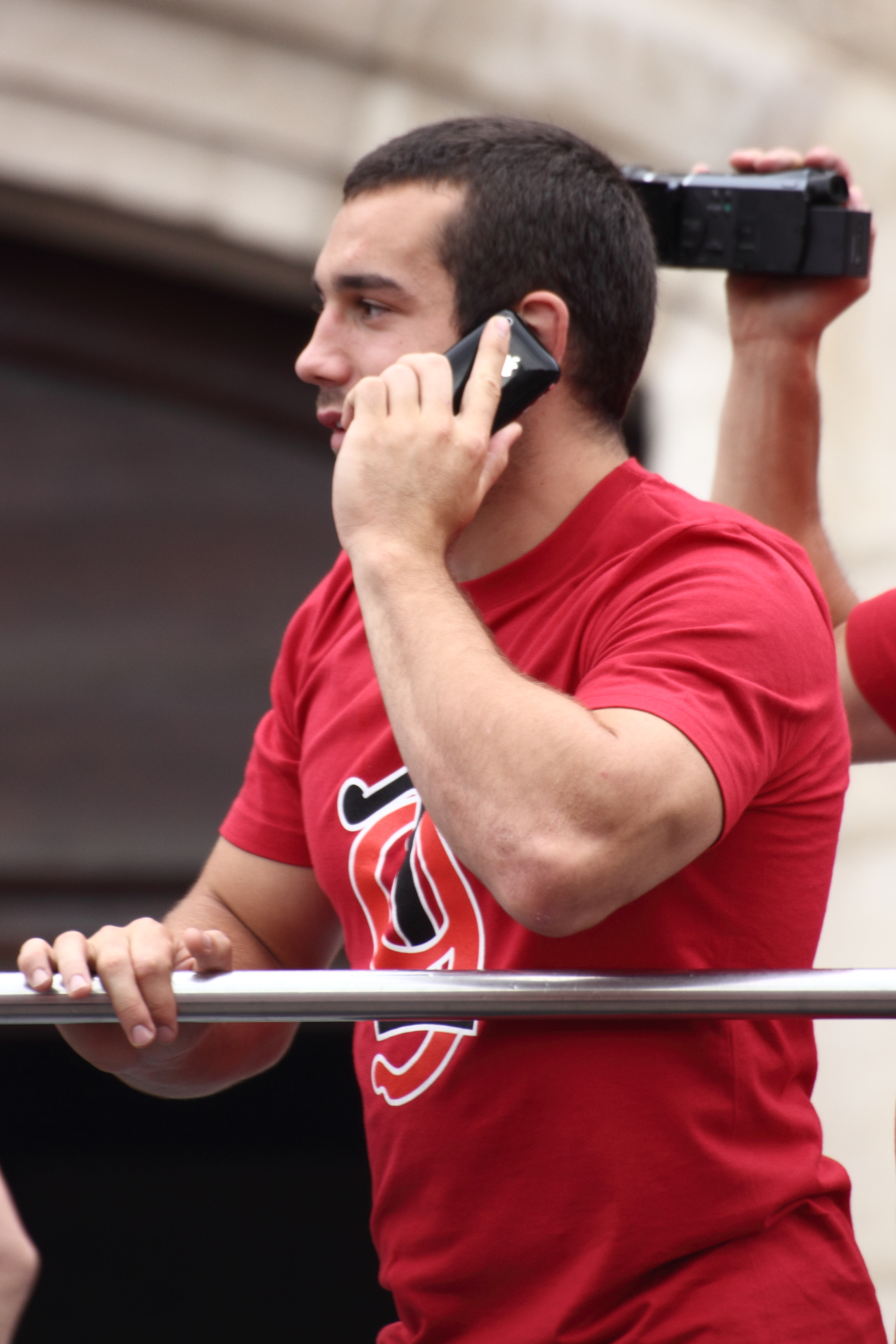
Jean-Marc Doussain fête le de champion de France du Stade toulousain en 2012.

### En club
- Stade toulousain
  - Champion de France cadet Alamercery en 2008
  - Trophée d'argent espoirs Midi-Pyrénées en 2008
  - Vainqueur du Championnat de France en 2011 et 2012

- Lyon OU
  - Vainqueur du Challenge européen en 2022

### En équipe nationale
- France -18
  - Champion d'Europe 2009
- France
  - Finaliste de la Coupe du monde en 2011

#### Avec les moins de 20 ans

##### Championnat du monde
Jean-Marc Doussain participe deux fois au championnat du monde junior avec l'équipe de France des moins de 20 ans, dont une fois, en 2011, en tant que capitaine.

##### Tournoi des Six Nations
Jean-Marc Doussain dispute deux fois de tournoi des Six Nations des moins de 20 ans avec l'équipe de France des moins de 20 ans en 2010 et 2011. En 2011, la France termine à la deuxième place, derrière l'équipe d'Angleterre des moins de 20 ans.

#### Avec le XV de France

##### Coupe du monde
Jean-Marc Doussain est appelé pour la première fois en équipe de France pour pallier le forfait de David Skrela lors du Mondial 2011 et joue ses premières minutes au cours de la finale face à la Nouvelle-Zélande.
Il n'est pas appelé quatre ans plus tard par Philippe Saint-André et ne participe donc pas à l'édition 2015 de la coupe du monde.
| Édition               | Rang     | Résultats France | Résultats J-M.Doussain | Matchs J-M.Doussain |
| Nouvelle-Zélande 2011 | Deuxième | 4 v, 0 n, 3 d    | 0 v, 0 n, 1 d          | 1/7                 |

Légende : v = victoire ; n = match nul ; d = défaite.

##### Tournoi des Six Nations
Jean-Marc Doussain dispute son premier Tournoi des Six Nations lors de l'édition 2014, où la France finit le tournoi à la quatrième place.
| Édition          | Rang | Résultats France | Résultats Doussain | Matchs Doussain |
| Six Nations 2014 | 4    | 3 v, 0 n, 2 d    | 3 v, 0 n, 2 d      | 5/5             |
| Six Nations 2016 | 5    | 2 v, 0 n, 3 d    | 2 v, 0 n, 0 d      | 2/5             |
| Six Nations 2017 | 3    | 3 v, 0 n, 2 d    | 0 v, 0 n, 1 d      | 1/5             |

Légende : v = victoire ; n = match nul ; d = défaite ; la ligne est en gras quand il y a Grand Chelem.

### Distinction personnelle
- Nuit du rugby 2011 :  Meilleure révélation pour la saison 2010-2011

## Activité en dehors du rugby
En dehors du rugby, il prépare un BTS en électrotechnique.